# Corrado Grabbi
Corrado Grabbi (Turín, Provincia de Turín, Italia, 29 de julio de 1975) es un exfutbolista italiano. Se desempeñaba en la posición de delantero. Es el nieto de Giuseppe Grabbi, futbolista de la Juventus de Turín en los años 20. 

## Clubes
| Club               | País       | Año         |
| ------------------ | ---------- | ----------- |
| Sparta Novara      | Italia     | 1993 - 1994 |
| Juventus F. C.     | Italia     | 1994 - 1995 |
| Lucchese Libertas  | Italia     | 1995        |
| A. C. ChievoVerona | Italia     | 1995 - 1996 |
| Modena F. C.       | Italia     | 1996 - 1998 |
| Ternana Calcio     | Italia     | 1998 - 1999 |
| Ravenna Calcio     | Italia     | 1999 - 2000 |
| Ternana Calcio     | Italia     | 2000 - 2001 |
| Blackburn Rovers   | Inglaterra | 2001 - 2002 |
| A. C. Messina      | Italia     | 2002        |
| Blackburn Rovers   | Inglaterra | 2002 - 2004 |
| A. C. Ancona       | Italia     | 2004        |
| Ternana Calcio     | Italia     | 2004 - 2005 |
| Genoa C. F. C.     | Italia     | 2005 - 2007 |
| A. C. Arezzo       | Italia     | 2007        |
| A. C. Bellinzona   | Suiza      | 2007 - 2008 |

## Palmarés

### Campeonatos nacionales
| Título      | Club           | País   | Año     |
| ----------- | -------------- | ------ | ------- |
| Serie A     | Juventus F. C. | Italia | 1994-95 |
| Copa Italia | Juventus F. C. | Italia | 1994-95 |